# Аграрне суспільство
Агра́рне суспі́льство — поняття, що характеризує доіндустріальну стадію розвитку суспільства від виникнення продуктивного господарства до промислового перевороту, промислової революції. Синоніми аграрного суспільства — «традиційне суспільство» та «селянське суспільство». Поняття почало активно вживатися у 1950—60-ті роки внаслідок поширення концепції індустріального суспільства.
Для аграрного суспільства характерне населення, переважна більшість якого зайнята у сільському господарстві та традиційні ролі у суспільстві. Домінуючу роль має натуральне господарство, при якому сільськогосподарська продукція виробляється виключно для задоволення власних потреб.
В Україні аграрні відносини остаточно розклались у кінці ХІХ ст., коли значна частина суспільства стала зайнята в промисловості, а продукція почала вироблятись і на продаж.